# St. Wigberti (Körner)

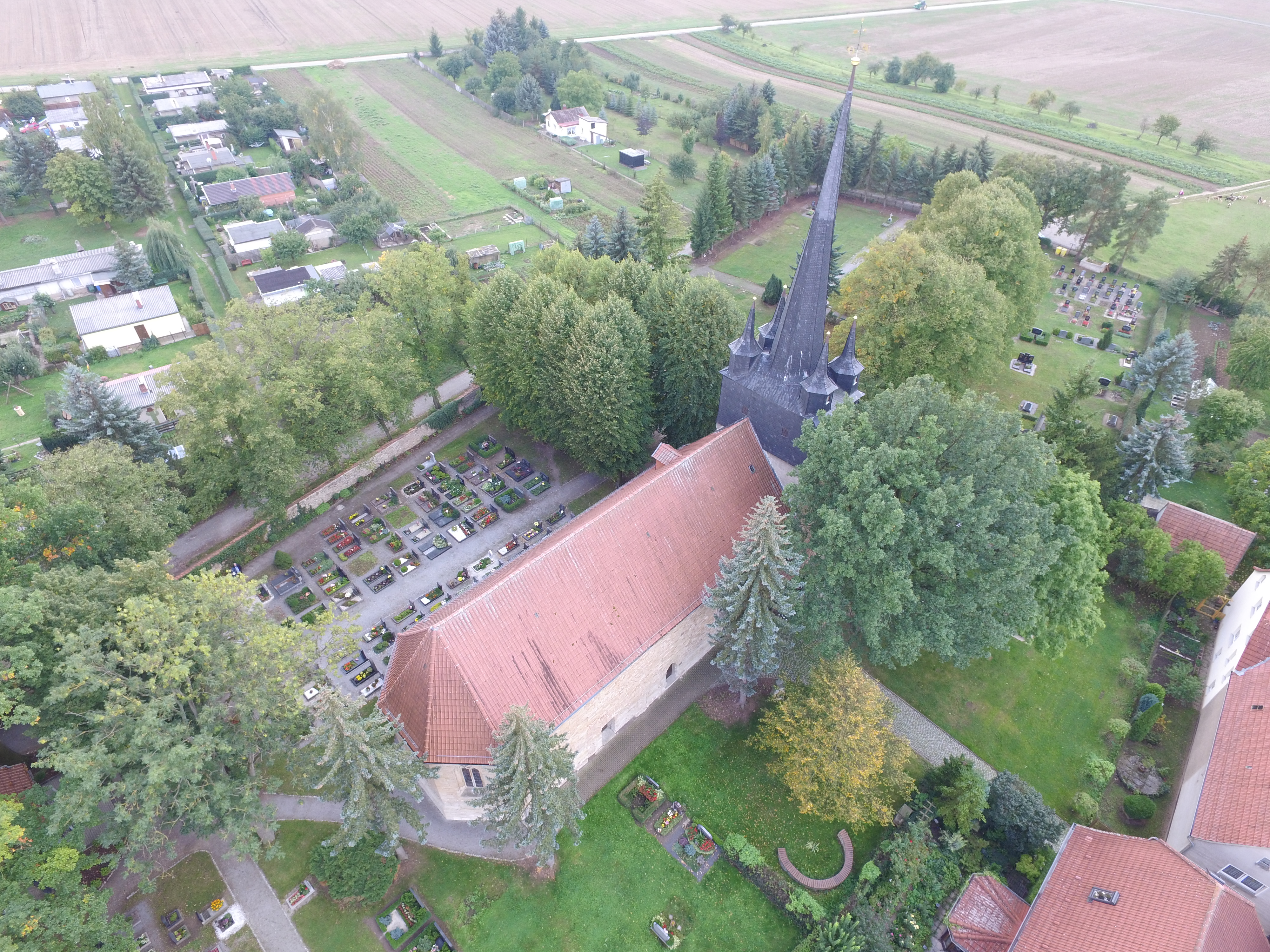
Oberkirche St. Wiperti in Körner

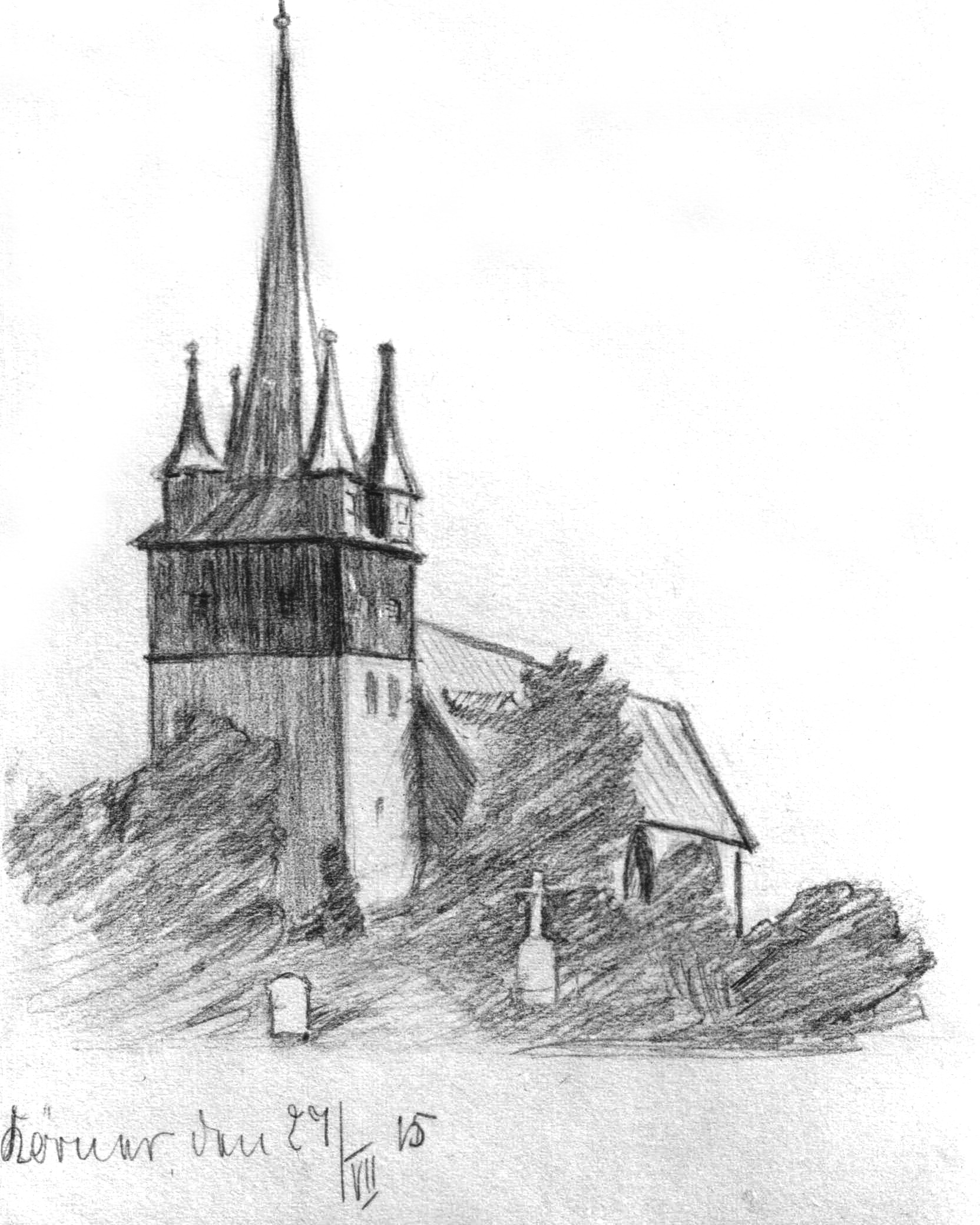
St. Wigberti

Die evangelisch-lutherische, denkmalgeschützte Oberkirche St. Wigberti steht erhöht im ummauerten Friedhof von Körner, einer ländlichen Gemeinde im Unstrut-Hainich-Kreis in Thüringen. Die Oberkirche St. Wigberti gehört zur Kirchengemeinde Körner im Pfarrbereich Körner-Menteroda im Kirchenkreis Bad Frankenhausen-Sondershausen der Evangelischen Kirche in Mitteldeutschland.

## Geschichte
Die Kirche ist erstmals 1314 erwähnt. Der heutige Bau stammt im Wesentlichen aus der 2. Hälfte des 15. Jahrhunderts. Er wurde später ausgebessert und 1993 restauriert.

## Beschreibung
Die auf einem Sockel stehende Saalkirche ist zum einen aus Bruchsteinen und zum anderen aus Werksteinen, teilweise aus Opus spicatum errichtet. Sie hat im Osten einen dreiseitigen Abschluss und im Westen einen querrechteckigen romanischen Kirchturm, der mit der Nordwand des Kirchenschiffs fluchtet. Im oberen Teil ist der Turm aus Quadermauerwerk, dort sind z. T. gepaarte Rundbogenfenster. In dem schiefergedeckten Aufsatz verbirgt sich der Glockenstuhl, in dem eine Glocke hängt, die 1380 gegossen wurde. Darüber erhebt sich ein spitzes Zeltdach, das von kleinen Ecktürmchen flankiert wird.
Das langgestreckte Kirchenschiff hat spätgotische Maßwerkfenster. An der Nordseite befindet sich ein großes dreibahniges Maßwerkfenster mit liegenden Vierpässen. Am Chor und an der Südseite sind die Fenster zweibahnig mit unterschiedlichen Formen im Maßwerk.
Der nördliche Aufgang zu den Emporen stammt aus dem 18. Jahrhundert. Der Mittelteil des Innenraums zwischen den Emporen ist mit einem Tonnengewölbe überspannt, das aus dem 17. Jahrhundert stammt. Die Felder der Brüstungen der zweigeschossigen, dreiseitigen Empore sind mit altertümlich anmutenden Szenen des Alten Testaments und Neuen Testaments bemalt, sie stammen vom Anfang des 19. Jahrhunderts. Die Glasmalerei der Chorfenster von 1911 zeigt Szenen aus dem Leben von Jesus Christus. Zur Kirchenausstattung gehören ein mittelalterlicher Blockaltar, auf der Vorderseite mit 1516 in Minuskelschrift bezeichnet, und ein schlichter Kanzelaltar von 1725. Es findet sich weiters ein Grabstein für Johann Georg Christoph Schäfer 1777.
Die Orgel mit 24 Registern, verteilt auf 2 Manuale und Pedal, wurde 1875 von Robert Knauf & Sohn gebaut.